# Armorial des communes de Malte

Armoiries de Malte

L'Armorial des communes de Malte rassemble les blasons des différentes communes maltaises.

## Cadre légal
La loi Att Dwar Kunsilli Lokali - Kapitolu 363 (Conseils locaux - loi no 363) du 23 juillet 1993 fixe le nom officiel des conseils locaux ou localités maltaises. Elles sont maintenant généralement précédées d'un article Il- ou L- (le/la), d'une préposition Ta’ (de/du) ou Tal (de la/de la) ou encore du nom Ħal ou H’ abréviation de Raħal (village). Une seule porte le nom de ville (belt) c'est La Valette Il-Belt Valletta. La liste donnant le nom officiel de chaque localité est donnée en annexe deuxième de cette loi.
La même loi fixe également le blason officiel de chaque Kunsill Lokali. Ces blasons sont donnés en annexe première de la loi. Les huit autres Città portent une couronne murale à trois tours pour rappeler leurs distinctions. Tous les blasons utilisent un ancien écu français. Les devise doivent être officiellement acceptées et publiées au journal officiel.

## Armorial

### Capitales
Trois villes Il-Belt Valletta, L-Imdina et Il-Birgu ont le privilège de porter en ornement extérieur une couronne murale à quatre tours pour signifier leur rôle de capitale actuelle ou passée.

La Vallette (Città Umilissima) en maltais : Il-Belt Valletta
Mdina (Città Notabile) en maltais : L-Imdina
Birgu (Città Vittoriosa) en maltais : Il-Birgu

### Cités
Huit autres villes ont le statut de Città et ornent leur blason d'une couronne murale à trois tours.

Bormla (Città Cospicua) en maltais : Bormla
Senglea (Città Invicta) en maltais : L-Isla
Qormi (Città Pinto) en maltais : Ħal Qormi
Rabat (Gozo) (Città Victoria) en maltais : Ir-Rabat (Gozo)
Siġġiewi (Città Ferdinand) en maltais : Is-Siġġiewi
Żabbar (Città Hompesch) en maltais : Ħaż-Żabbar
Żebbuġ (Città Rohan) en maltais : Ħaż-Żebbuġ
Żejtun (Città Beland) en maltais : Iż-Żejtun

### Communes
Les autres possèdent un blason simple, sans couronne murale.

Attard en maltais : Ħ'Attard
Balzan en maltais : Ħal Balzan
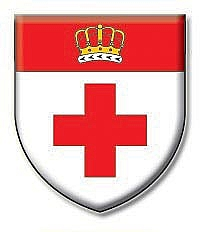
Birkirkara en maltais : Birkirkara
Dingli en maltais : Ħad-Dingli
Fgura en maltais : Il-Fgura
Floriana en maltais : Il-Furjana
Fontana en maltais : Fontana
Għajnsielem en maltais : Għajnsielem
Għarb en maltais : L-Għarb
Għargħur en maltais : Ħal Għargħur
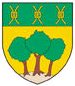
Għasri en maltais : L-Għasri
Għaxaq en maltais : Ħal Għaxaq
Gudja en maltais : Il-Gudja
Gżira en maltais : Il-Gżira
Ħamrun en maltais : Il-Ħamrun
Kalkara en maltais : Il-Kalkara
Kerċem en maltais : Ta' Kerċem
Iklin en maltais : L-Iklin
Kirkop en maltais : Ħal Kirkop
Lija en maltais : Ħal Lija
Luqa en maltais : Ħal Luqa
Marsa en maltais : Il-Marsa
Marsaskala en maltais : Marsaskala
Marsaxlokk en maltais : Marsaxlokk
Mellieħa en maltais : Il-Mellieħa
Mġarr en maltais : L-Imġarr
Il-Mosta en maltais : Il-Mosta
Mqabba en maltais : L-Imqabba
Msida en maltais : L-Imsida
Mtarfa en maltais : L-Imtarfa
Munxar en maltais : Il-Munxar
Nadur en maltais : In-Nadur
Naxxar en maltais : In-Naxxar
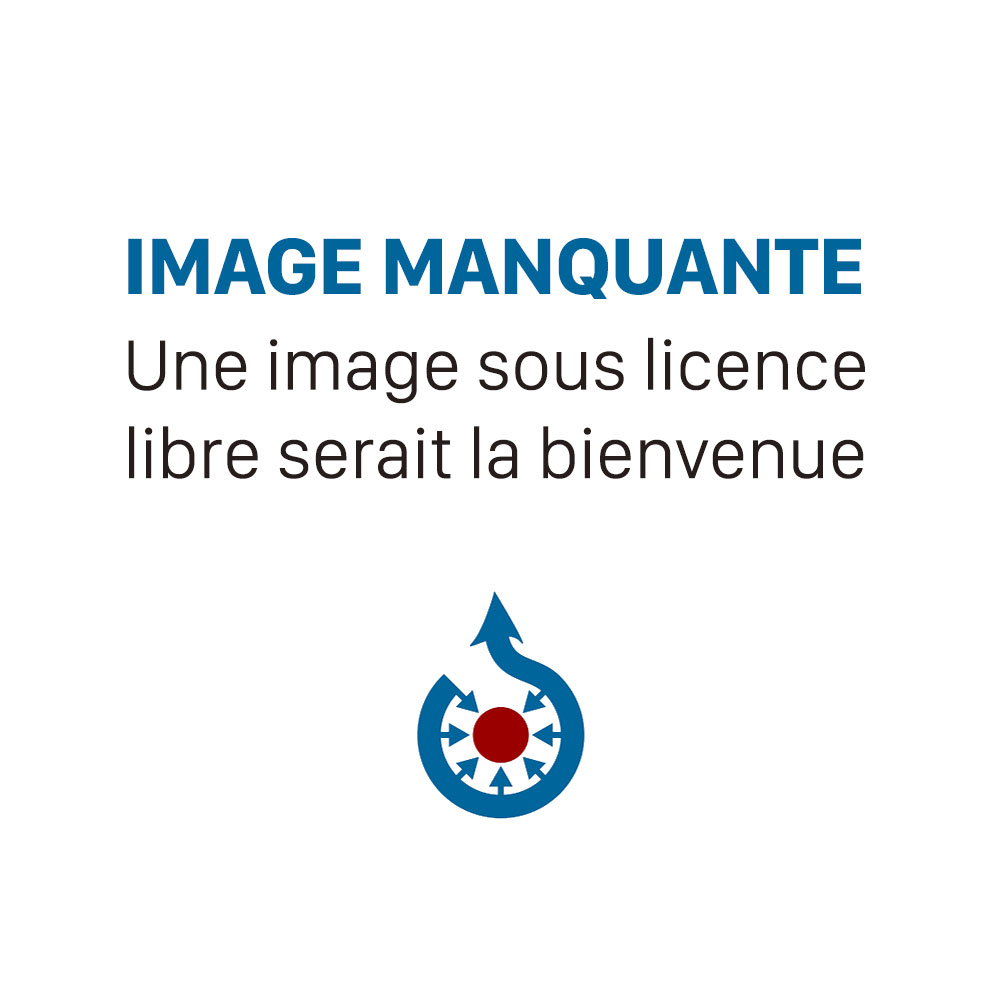
Paola en maltais : Pawla ou Raħal Ġdid
Pembroke en maltais : Pembroke
Pietà en maltais : Pietà
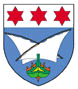
Qala en maltais : Il-Qala
Il-Qrendi en maltais : Il-Qrendi
Safi en maltais : Ħal Safi
St Julian's en maltais : San Ġiljan
San Ġwann en maltais : San Ġwann
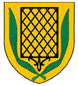
San Lawrenz en maltais : San Lawrenz
San Pawl il-Baħar en maltais : San Pawl il-Baħar
Sannat en maltais : Ta' Sannat
Santa Luċija en maltais : Santa Luċija
Santa Venera en maltais : Santa Venera
Sliema en maltais : Tas-Sliema
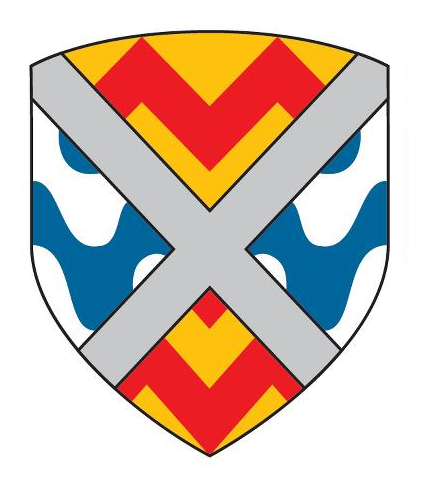
Swieqi en maltais : Is-Swieqi
Ta' Xbiex en maltais : Ta' Xbiex
Tarxien en maltais : Ħal Tarxien
Xagħra en maltais : Ix-Xagħra
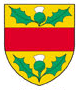
Xewkija en maltais : Ix-Xewkija
Ix-Xgħajra en maltais : Ix-Xgħajra
Żebbuġ (Gozo) en maltais : Iż-Żebbuġ
Żurrieq en maltais : Iż-Żurrieq

## Sources
- (en) Cet article est partiellement ou en totalité issu de l’article de Wikipédia en anglais intitulé « Maltese heraldry » (voir la liste des auteurs).